# Килкон (Аризона)
Килкон (енгл. Dilkon) насељено је место без административног статуса у америчкој савезној држави Аризона.

## Демографија
По попису из 2010. године број становника је 1.184, што је 81 (-6,4%) становника мање него 2000. године.
| Група             | 2000.     | 2010.     |
| Белци             | 18 (1,4%) | 4 (0,3%)  |
| Афроамериканци    | 0 (0,0%)  | 1 (0,1%)  |
| Азијати           | 0 (0,0%)  | 0 (0,0%)  |
| Хиспаноамериканци | 23 (1,8%) | 17 (1,4%) |
| Укупно            | 1.265     | 1.184     |